# Craig Thompson

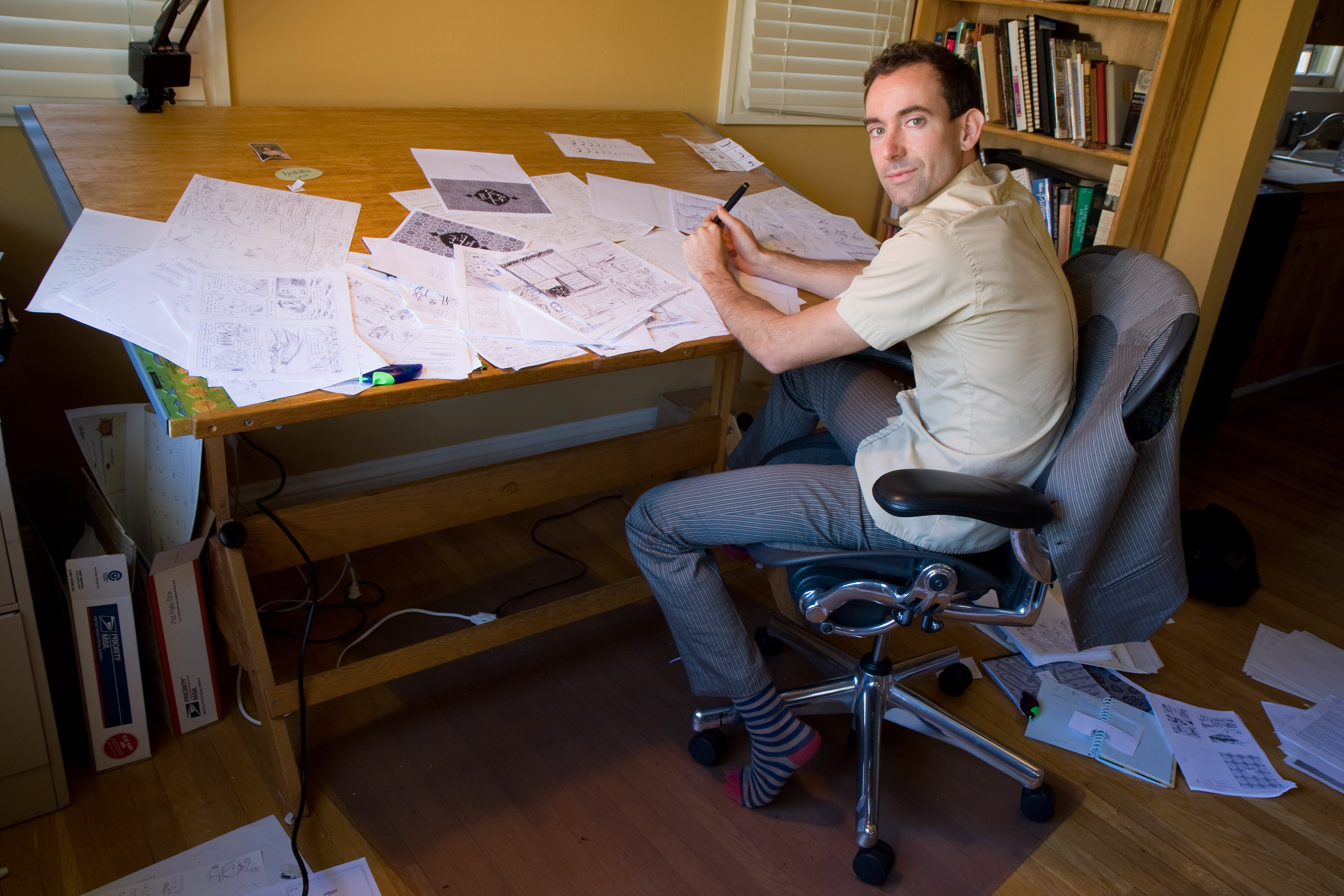
Craig Thomson

Craig Thompson (Traverse City, Míchigan, 21 de septiembre de 1975) es uno de los más destacados representantes de la nueva historieta estadounidense. Su obra más reconocida es Blankets, publicada originalmente en Estados Unidos en 2003 y traducida al castellano y al catalán en 2004 por la editorial española Astiberri.
Craig Thompson ha recibido cuatro premios Harvey, dos premios Eisner y dos premios Ignatz, los galardones historietísticos más prestigiosos de su país.[cita requerida]

## Biografía
Craig Thompson se crio en un pequeño pueblo de granjeros de Wisconsin, en una familia fundamentalista cristiana.
Se interesó en el mundo del arte desde edad temprana y en el instituto ya quería ser artista local o animador. Asistió a la University of Wisconsin-Marathon County durante tres semestres. Allí empezó a dibujar una tira cómica para el periódico de universidad y se enamoró del medio historietístico. “Me di cuenta de que colmaba todos mis deseos: podía hacer dibujos y contar historias teniendo un control absoluto.” Después de estar otro semestre en el Milwaukee Institute of Art & Design, Thomson abandonó el hogar familiar en 1997 para mudarse a Portland, Oregón. Trabajó brevemente en la editorial Dark Horse dibujando logos y diseñando paquetes para muñecos, mientras desarrollaba sus proyectos personales en su propia casa durante la noche. Cuando sufrió tendinitis (una dolencia típica de los dibujantes con exceso de trabajo), abandonó Dark Horse para centrarse en sus propios proyectos.
Su opera prima, publicada originalmente en 1999, fue Good-bye, Chunky Rice. Libremente inspirada en su marcha del hogar familiar, la pieza, de una sensibilidad notable y una poética muy personal, ganó el beneplácito de la crítica y varios galardones destacados. Chunky Rice tuvo continuación en los mini-tebeos Bible Doodles (2000) y Doot Doot Garden (2001), aún inéditos en castellano.
Poco después de la publicación de Chunky Rice, Thompson comenzó a trabajar en el álbum autobiográfico Blankets, que finalmente fue publicado en 2003 y aclamado inmediatamente por la crítica internacional. Ganó numerosos premios y nominaciones y la revistá Time lo declaró Mejor Tebeo de 2003.
Thompson consideró que el éxito de Blankets se debió a que era una reacción contra las tendencias en alza en el circuito de la historieta “alternativa”. Gracias a Blankets, Thompson se convirtió en uno de los historietistas más populares tanto para la crítica como entre el público. Algunos de los más destacados autores del mundo de la historieta, como Art Spiegelman o Eddie Campbell, elogiaron públicamente la obra de Thompson.
Su álbum Carnet de Voyage, publicado en 2004, continúa en cierta manera Blankets. Asimismo, Thompson ha colaborado regularmente con pequeñas historias en el Nickelodeon Magazine.
Craig Thompson trabajó desde 2004 en su álbum Habibi, que fue publicado en 2011. Esta vez, la obra está inspirada en el mundo árabe: “Juego con el islam en Habibí en el mismo sentido con que jugué con el cristianismo en Blankets.” 
En 2007, su diseño para la cubierta del disco Friend and Foe del grupo de indie-rock Menomena recibió una nominación a la mejor presentación de un disco en los premios Grammy. A partir de entonces, ha participado en varios conciertos del grupo, fundamentalmente en su gira europea. Durante la actuación, el dibujante, improvisando al ritmo de la música, pintaba con brocha sobre un gran mural de papel situado detrás de los músicos, que al final del concierto era roto en pedazos y lanzado al público.

## Influencias y estilo
Craig Thompson está significativamente influenciado por la historieta francesa, con nombres como David B., Dupuy y Berberian, Edmond Baudoin, Blutch… Es, en cierta manera, heredero de la tradición underground estadounidense, que en los años 90 del siglo pasado vio una generación de historietistas tan destacados como Daniel Clowes, Chris Ware o Joe Sacco.
Thompson ha explicado que comienza componiendo sus páginas de una forma bastante ilegible, entrelazando a mano alzada texto e imagen sin sentido aparente. En este sentido, Thompson entiende la página como una unidad global, donde el texto tiene un carácter tan gráfico como el dibujo. Después, dibuja las páginas con bolígrafo antes de darle el entintado definitivo a pincel.